# Czełbasskaja
Czełbasskaja (ros. Челбасская) – stanica w Rosji, w Kraju Krasnodarskim, w rejonie kaniewskim. W 2010 liczyła 6930 mieszkańców.